# Agylla subcinerea
Agylla subcinerea är en fjärilsart som beskrevs av William Schaus 1911. Agylla subcinerea ingår i släktet Agylla och familjen björnspinnare. Inga underarter finns listade i Catalogue of Life.